# Pisaura podilensis
Pisaura podilensis är en spindelart som beskrevs av Patel och C. Adinarayana Reddy 1990. Pisaura podilensis ingår i släktet Pisaura och familjen vårdnätsspindlar. Inga underarter finns listade i Catalogue of Life.